# Kenji Hamada
Kenji Hamada (jap. 浜田 賢二 Hamada Kenji; ur. 12 kwietnia 1972) – japoński seiyū i aktor dubbingowy, związany z agencją Mausu Promotion.
Od 2006 roku jest mężem aktorki głosowej Junko Takeuchi, z którą ma dwoje dzieci.

## Wybrane role
- 2000: Saiyuki – srebrnowłosy demon
- 2001: Geneshaft – Mario Musicanova
- 2002: Mistrzowie kaijudo – ojciec Kirifudy
- 2004: Tenjo tenge – Tsutomu Ryūzaki
- 2004: Naruto –
  - Shibi Aburame,
  - Fugaku Uchiha[a]
- 2004: Daphne – Trevor
- 2005: Hachimitsu to Clover – Takumi Nomiya
- 2005: Paradise Kiss – Jōji „George” Koizumi
- 2006: Kiba – Miguel
- 2006: Gintama – Kitaōji Itsuki
- 2006: Ghost Hunt – Hōshō Takigawa
- 2006: Kawaler miecza – Bernice
- 2006: Nana – Mizukoshi
- 2006: Pumpkin scissors – Ian
- 2006: Mushishi – Taku
- 2007: Kidō Senshi Gundam 00 –
  - Patrick Colasour,
  - Komandor Kim
- 2007: Claymore – Dauf
- 2007: Busō Renkin – Shinobu Negoro
- 2008: Skip Beat! – Takenori Sawara
- 2008: Wspaniała Birdy – Kashu Geeze
- 2008: Księga przyjaciół Natsume – dorosły Akifumi Sugino
- 2009: Jigoku shōjo – nastoletni Ashiya Risaburo
- 2009: 07-Ghost – Hyūga
- 2009: Tatakau Shisho – Zatoh Rondohoon
- 2009: Naruto Shippūden –
  - Shibi Aburame,
  - Fugaku Uchiha
- 2009: Bleach – Hyorinmaru
- 2009–2011: One Piece –
  - Zabójca,
  - Inazuma,
  - Atmos
- 2010: Highschool of the Dead – Matsuo
- 2010: Shinrei Tantei Yakumo – Shunsuke Takeda
- 2010: Stich! – Clyde
- 2010: Seikon no Qwaser – Wang Chen
- 2010: Dance in the Vampire Bund – Rozenmann
- 2010: Bakuman – Tarō Kawaguchi
- 2011: Ognistooka Shana – Ernest Frieder
- 2011: Chihayafuru – Kenji Ayase
- 2011: Hanasaku Iroha – Enishi Shijima
- 2011: Un-Go – Yasuo Saburi
- 2012: Initial D – Kobayakawa
- 2012: Kidō Senshi Gundam AGE – Andy Draims
- 2012: Kuroko’s Basket – Teppei Kiyoshi
- 2012: Wzgórze Apolla – ojciec Yuriki
- 2012: Pokémon – Fujio
- 2013: Genshiken – Yuichiro Hato
- 2013: Chihayafuru 2 – Kenji Ayase
- 2013: Hunter × Hunter –
  - Bara,
  - Kess
- 2013: Little Busters! – Shō Saigusa
- 2013: Ro-Kyu-Bu! – Banri Kashii
- 2014: Aikatsu! – Sierżant Pepper
- 2014: Zapiski detektywa Kindaichi –
  - Ryuuta Takigawa,
  - Wang Long Tai
- 2014: Mistrz romansu Nozaki – John
- 2014: Kuroshitsuji – Diederich